# Феші (Во)
Феші (фр. Féchy) — громада  в Швейцарії в кантоні Во, округ Морж.

## Географія
Громада розташована на відстані близько 100 км на південний захід від Берна, 21 км на захід від Лозанни.
Феші має площу 2,7 км², з яких на 23% дозволяється будівництво (житлове та будівництво доріг), 70,3% використовуються в сільськогосподарських цілях, 6,3% зайнято лісами, 0,4% не є продуктивними (річки, льодовики або гори).

## Демографія
2019 року в громаді мешкало 860 осіб (+10,5% порівняно з 2010 роком), іноземців було 26,5%. Густота населення становила 319 осіб/км².
За віковим діапазоном населення розподілялося таким чином: 25,7% — особи молодші 20 років, 58,3% — особи у віці 20—64 років, 16% — особи у віці 65 років та старші. Було 340 помешкань (у середньому 2,5 особи в помешканні).
Із загальної кількості 233 працюючих 53 було зайнятих в первинному секторі, 38 — в обробній промисловості, 142 — в галузі послуг.